# Muzaffer Ozak
Muzaffer Ozak al-Dscherrahi al-Halveti (* 1916; † 13. Februar 1985) war ein islamischer Mystiker und Scheich der Dscherrahi-Tariqa (Dscherrahi-Derwisch-Orden) in Istanbul (Türkei). Er war der 19. Nachfolger des Ordensgründers Pir Nureddin al-Dscherrahi al-Halveti. Sein Vater war Haddschi Mehmed Efendi aus Konya, islamischer Gelehrter und Lehrer am Hof des Sultans Abdülhamid II., seine Mutter Haddscha Aysha Ozak, Enkelin von Sayyid Hussein Efendi (Halveti-Scheich aus dem Ort Yanbolu, das heute auf dem Staatsgebiet von Bulgarien liegt), der seine Herkunft auf Ali, den Schwiegersohn des Propheten Mohammed, zurückführt.
Von seinen Derwischen wird er Muzaffer Efendi genannt.

## Kindheit und Jugend
Während des Ersten Weltkrieges (1914–1918) erlitt die Familie von Muzaffer Ozak schwere Verluste. Das Ende des Kriegs erlebten nur er, seine Mutter, seine Schwester und zwei Cousins; und das in Armut.
Im Alter von ungefähr fünf oder sechs Jahren kam er in die Obhut von Sayyid Scheich Abdurrahman Samiyyi Saruhani, der ein Scheich der Qadiri-, Naqschbandi-, Uschschaki- und Halveti-Tariqas war. Dieser kümmerte sich um Muzaffer Ozak in den darauffolgenden zwölf Jahren bis zu seinem Tod.
In den Jahren seiner Jugend und im jungen Erwachsenenalter erfuhr Muzaffer Ozak unter verschiedenen Lehrern eine Ausbildung in den Bereichen Koranrezitation, Hadith und islamisches Gesetz, unter anderem bei Gümülcineli Mustafa Efendi, der den Spitznamen „Wandelnde Bücherei“ trug.

## Ausbildung
Muzaffer Ozak qualifizierte sich ebenfalls als Muezzin und führte diese Tätigkeit zunächst in der Ali-Yazıcı-Moschee aus, später in der Soğan-Ağa- und in der Kefeli-Moschee in Karagümrük, einem Stadtteil im europäischen Teil Istanbuls. In letzterer wurde er von dem Imam Schakir Efendi in den Beruf des Buchhändlers eingeführt.
Anschließend wurde er zum Muezzin der großen Beyazıt-Moschee ernannt, die sich unmittelbar neben dem Bücher-Basar in Istanbul befindet. Dort unterhielt Muzaffer Ozak einen eigenen Buchladen, der später westlichen Sufismus-Interessierten als eine Art Wallfahrtsstätte während des Türkeiaufenthalts bekannt wurde. Dieser Buchladen wird noch heute von seinem Sohn weitergeführt.
Der Imam von Bakırköy, Hafiz Ismail Hakki Efendi, bewunderte Muzaffer Ozaks Stimme und Stil als Muezzin, worauf er ihn in die Kunst der religiösen Musik, bekannt als İlahi, Kaside, Durak, Mevlud und Mersiye, einwies.
Muzaffer Ozak war aber nicht nur als Muezzin tätig, sondern er bekleidete später auch das Amt des Imams der Vezneciler-Moschee; während des Fastenmonats Ramadan war er zusätzlich in einem Zeitraum von 23 Jahren ehrenamtlicher Imam der großen Süleymaniye-Moschee.

## Sufismus
Muzaffer Ozak kam schon in frühester Kindheit mit dem Sufismus in Kontakt. Wie bereits erwähnt, wurde er nach dem Verlust seines Vaters als Fünf- oder Sechsjähriger in die Obhut von Scheich Samiyyi Saruhani gegeben. Dieser war ein gebildeter Mann, der über zwanzig verschiedene Bücher über das islamische Gesetz und den Sufismus auf Türkisch und Arabisch veröffentlicht hatte. Außerdem gibt es noch einige weitere unveröffentlichte Manuskripte über Chemie, Alchemie, Pflanzenheilkunde und andere Themen.
Nach dessen Tod begegnete Muzaffer Ozak noch während seiner Jugend Sayyid Scheich Ahmed Tahir ul-Maraschi von der Halveti-Schabani-Tariqa. Dessen Spezialgebiet war der bekannte Sufi-Meister Ibn Arabi († 1240), und mit ihm studierte er dessen Werke al-Futuhat al-Makkiya und Fusus.
Unter Nevschehirli Haddschi Hayrullah und Atif Hodscha befasste sich Muzaffer Ozak mit der Koran-Interpretation. Weitere Lehrer waren Haddschi Abdülhakim Arvâsi und Scheich Schefik Efendi.
Jahre später wurde er von Sayyid Scheich Ibrahim Fahruddin al-Dscherrahi al-Halveti als sein Derwisch akzeptiert. Bald darauf wurde er sogar zu seinem Kalif, seinem Stellvertreter, ernannt.
Ungefähr zehn Jahre später, 1966, trat Muzaffer Ozak die Nachfolge seines Scheichs nach dessen Tod an. Er öffnete noch am darauffolgenden Tag die Tekke, den Ort der Derwisch-Versammlungen (Dergah) in Karagümrük der Öffentlichkeit, obwohl ein Verbot durch Atatürk, dem Gründer der türkischen Republik, nach wie vor Bestand hatte. Dieser hatte vom 2. September 1925 an sämtliche Tekken schließen lassen, seitdem fanden die Derwisch-Zeremonien nur noch im Geheimen statt.

## Reisen
Ende der 1970er Jahre unternahm Muzaffer Ozak mehrere Reisen nach Westeuropa und in die USA, um dort die Derwisch-Zeremonie (Dhikr) der Dscherrahi-Halveti-Derwische der Öffentlichkeit vorzustellen. So trat er beispielsweise 1978 im Rahmen des 5. Festivals der traditionellen Künste in Rennes (Frankreich) mit seinen Derwischen vor einem großen Publikum auf.
Vor allem in die USA reiste Muzaffer Ozak mehrere Male und durchquerte das Land von New York bis nach San Francisco. Neben den Aufführungen des Dhikr gab er auch einige Interviews oder es entstanden ausführliche Gespräche über den Sufismus mit den interessierten Zuhörern, so zum Beispiel in der Columbia University im März 1978.
Bei seinen Besuchen in den USA traf er unter anderem auf Lex Hixon, der daraufhin zum Islam konvertierte und sein Schüler wurde. Unter dem Namen Nur al-Jerrahi begründete dieser eine Abzweigung der Dscherrahi-Tariqa namens Nur Ashki Jerrahi Sufi Order, der bis heute eine große Anzahl an Anhängern in den Vereinigten Staaten und Mexiko hat.
Muzaffer Ozak unternahm diese Art von Reisen bis zu seinem Tod im Jahr 1985, wodurch er eine große Anzahl an Anhängern auf sämtlichen Kontinenten gewann.

## Literarische Werke
Muzaffer Ozak ist auch Autor einiger Bücher, die vor allem im türkischen Raum bekannt sind. Aufgrund seiner Ausbildung in den Bereichen Koran, Hadith und islamisches Gesetz gilt er dort nicht nur bei den Sufis als Autorität. Die meisten seiner Werke liegen auch in Übersetzungen vor, meist auf Englisch.
- Irşad
  - englisch: Irshad – Wisdom of a Sufi Master
  - spanisch: Irshad. Sabiduría de un maestro sufí. (vol. 1 + 2)
- Aşk Yolu Vuslat Tariki
  - englisch: The Unveiling of Love
  - spanisch: La Develación del Amor
- Envar-ül-Kulub
  - englisch: Lights of the Hearts (in Vorbereitung)
- Ziynet-ül-Kulub
  - englisch: Adornment of Hearts
- Gülsar-i Arifan
- Hazret-i Meryem (auf Türkisch nicht veröffentlicht)
  - deutsch: Die gesegnete Jungfrau Maria im Islam
  - englisch: Blessed Virgin Mary
  - spanisch: Mariam
- Sofiyye Sohbetleri (auf Türkisch nicht veröffentlicht)
  - englisch: Garden of Dervishes
- Love is the Wine (edited by Robert Frager)
  - deutsch: Der Wein der Sufis
    - (Titel der ersten Auflage: Liebe ist der Wein)

  - spanisch: El Amor es el Vino
  - bosnisch: Ljubav je vino

## Tonträger mit Muzaffer Ozak
- LP Halveti-Jerrahi-Dhikr
  - Journey To The Lord Of Power
- CD Chant des Derviches de Turquie
  - La Cérémonie du Zikr
  - (5. Festival des Arts Traditionnels 1978, Rennes)
- CD Garden of Paradise
  - Sufi Ceremony of Remembrance
  - (recorded April 5, 1983 in Istanbul)
- CD Reunion
  - Ceremonial Music of the Sufis
  - (recorded April 16, 1984 in New York City)